# Heterosexualitet

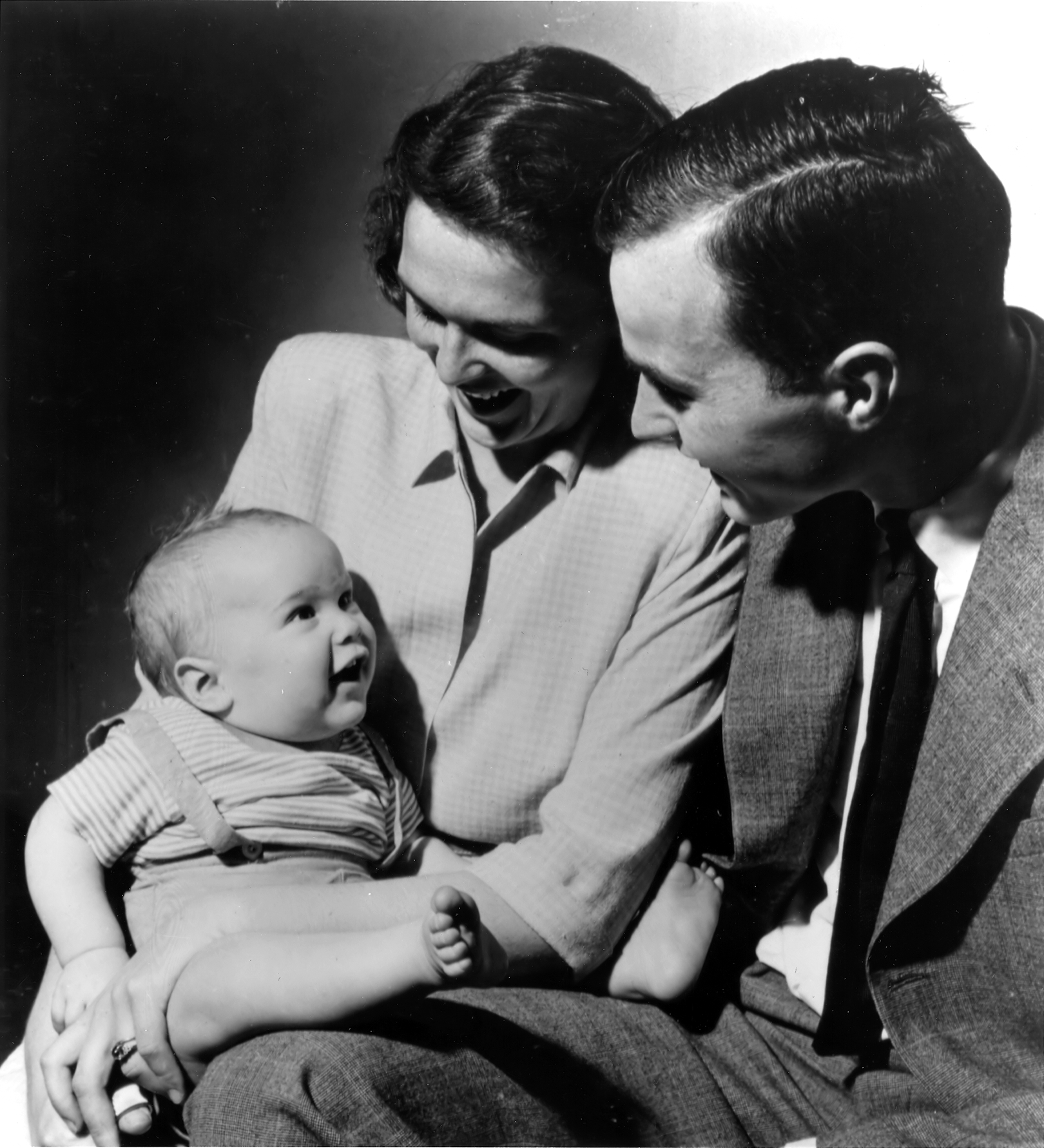
En kvinna och en man med sitt nyfödda barn.

Heterosexualitet är sexuell attraktion eller kärlek till en person av motsatt kön eller till sexuellt beteende mellan organismer av motsatt kön. Heterosexualitet kontrasteras med homosexualitet (attraktion, uppförande eller sexuell preferens mellan samma kön), bisexualitet (kvinnor och män) och asexualitet (inget av könen). Heterosexuell kallas ibland även för "straight".
Enligt studier från 1948 och 1953 är heterosexualitet den vanligaste sexuella läggningen bland människor.

## Etymologi
Förledet hetero kommer från grekiskans heteros, vilket betyder ’annan’, ’olika’. Termen "heterosexuell" myntades kort efter det att termen "homosexuell" hade introducerats av Karl Maria Kertbeny 1868 och publicerades första gången 1869.

## Historia
Ordet heterosexualitet har genom historien haft olika betydelser och är i praktiken ett relativ modernt begrepp. Under den senare hälften av 1800-talet användes ordet till exempel som en benämning för en ovanligt stark sexuell dragning till såväl män som kvinnor. Alltså med i den meningen vi idag använder ordet bisexualitet.[källa behövs]
En annan användning av ordet var som en benämning för en extrem form av sexuell dragning till människor av annat kön. Ordet kunde också vara benämning på alla former av sexuella handlingar mellan personer av olika kön som inte var barnaalstrande. Den sexuella normen var reproduktivt sex inom äktenskapet.